# Tutte Lemkow
Isak Samuel Lemkow, känd som Tutte Lemkow, född 28 augusti 1918 i Oslo, Norge, död 10 november 1991 i London i Storbritannien, var en norsk dansare, koreograf och regissör.
Efter genomgången utbildning i Norge flydde han 1940 till Sverige, där han verkade hos Gustaf Wally på Oscarsteatern, Stockholm, i bland annat Blåjackor. Birgit Cullberg engagerade honom till sin balett vid dess start 1944. Han gestaltade där Romeo i Romeo och Julia. Han dansade och gestaltade spelmannen i filmen Spelman på taket (1971). Tutte Lemkow gjorde danser åt Odéonteatern, Stockholm, och regisserade operetter i Tyskland. Han författade På tå hev (1989).
I sitt första äktenskap var han gift 1944–1953 med skådespelaren Mai Zetterling, med vilken han fick en dotter och en son. Efter kriget emigrerade de till London.

## Filmografi i urval

### Roller
- 1945 – Galgmannen – En midvintersaga[2]
- 1952 – Målaren på Moulin Rouge[2]
- 1956 – Anastasia[2]
- 1956 – Kamrat i svarta spetsar[2]
- 1958 – Ett moln på min himmel[2]
- 1959 – Oss bovar emellan[2]
- 1959 – Ben-Hur – En berättelse från Kristi tid[2]
- 1960 – Revansch på Hellfire Club[2]
- 1961 – Dödsloppet[2]
- 1961 – Kanonerna på Navarone[2]
- 1962 – Segrarna[2]
- 1963 – Bara få kan skoja så[2]
- 1964 – Natt utan måne[2]
- 1964 – Becket[2]
- 1968 – Duffy - räven från Tanger[2]
- 1968 – Kommissarie Clouseau[2]
- 1973 – Thalias hämnare
- 1980 – Sfinx[2]
- 1981 – Jakten på den försvunna skatten[2]
- 1985 – Barbarernas hämnd [2]

### Koreografi
- 1958 – Ett moln på min himmel[2]
- 1967 – Vampyrernas natt[2]